# Edred John Henry Corner
Edred John Henry Corner (ur. 12 stycznia 1906 w Londynie, zm. 14 września 1996) – angielski botanik i mykolog.

## Życiorys
Był synem chirurga. Od dziecka jąkał się. W szkole podstawowej interesował się sportem, a w szkole średniej uprawiał rugby. Zrezygnował jednak ze sportu i zajął się nauką. Ojciec, który był członkiem British Mycological Society, zabierał go na wycieczki przyrodnicze. W czasie jednej z nich poznał ówczesnych wybitnych mykologów angielskich: Carletona Rea i A.H.R. Bullera. W 1923 r. rozpoczął naukę w Sidney Sussex College w Cambridge. Z powodu jąkania nie mógł zostać nauczycielem. Zapisał się do Colonial Service i objął stanowisko mykologa w Ogrodzie Botanicznym w Singapurze. W 1942 r., po zajęciu Singapuru przez wojska japońskie dostał się do niewoli. Cesarz Hirohito, który był miłośnikiem storczyków, pozwolił mu jednak nadal opiekować się ogrodem botanicznym. Podczas gdy inni Anglicy znajdowali się w obozie jenieckim, Corner cieszył się względną wolnością, wskutek czego potem zarzucono mu kolaborację z Japończykami. W rzeczywistości współpracował z nimi tylko w niezbędnym zakresie, ponadto przemycał żywność i inne towary osobom zatrzymanym w obozach jenieckich.
Po wojnie Corner wrócił do Anglii, ale dwa lata później wyjechał do Ameryki Południowej, pracując dla UNESCO jako główny oficer naukowy w Ameryce Łacińskiej. Tu opracował tzw. teorię duriana, wyjaśniającą, jak lasy ewoluowały do obecnej postaci.  W 1949 r. powrócił do Anglii. Został mianowany wykładowcą taksonomii i botaniki tropikalnej w szkole botanicznej w Cambridge. W 1960 r. odwiedził Wyspę Bougainvillea, a w 1965 r. wziął udział w wyprawie Royal Society Expedition na Wyspy Salomona. W 1973 r. przeszedł na emeryturę.

## Praca naukowa
W latach 1934–1938 odbył kilka podróży do Malezji, gdzie odkrył wiele nowych gatunków roślin. Podjął się napisania Wayside Trees of Malaya. Była to 800-stronicowa książka dla przyrodników-amatorów, mająca służyć jako pomoc w identyfikacji drzew w tym regionie. Książka ta była kulminacją jego wieloletniego wysiłku w poznawaniu miejscowej flory, miesięcy działalności w terenie, badania zbiorów zielników i analizy dokumentacji naukowej innych naukowców. Aby uzyskać okazy z niedostępnych wierzchołków drzew, wyszkolił w tym celu małpę makaka.
Corner rozpoczął swoją karierę od studiowania mikroorganizmów i opublikował pięć artykułów na temat Discomycetes. Następnie zainteresował się rodziną gruzełkowatych (Nectriaceae), i był prawdopodobnie pierwszym, który wykazał związek między grzybami a mszakami. Dalsze badania dotyczące relacji grzyb/mszak ujawniły o wiele więcej takich skojarzeń, a naukowcy szacują obecnie, że istnieje ich ponad 2000. Podczas stażu w Singapurze publikował na temat malezyjskich żagwiowców (Polyporales) powodujących butwienie drzew, szczególnie ważnych ekonomicznie. Pracował także nad ich systemem strzępkowym z opisami i ilustracjami monomitycznej, dimitycznej i trymitycznej budowy strzępek.
Corner poczynił postępy także w taksonomii grzybów z rodziny goździeńcowatych (Clavariaceae). Dokładnie zbadał rolę podstawki i przeanalizował powstawanie bazydiospor u borowikowców (Boletales). W swojej monografii rodzaju borowik (Boletus) opisał 123 nowe gatunki borowików Malezji. Napisał także monografie innych rodzajów grzybów klawarioidalnych, kantarelloidalnych, poliporoidalnych.
Jego dorobek to około 2200 stron publikacji naukowych, głównie z zakresu mykologii. W nazwach naukowych utworzonych przez niego taksonów dodawane jest jego nazwisko Corner.